# Licencia de documentación libre de GNU
La Licencia de documentación libre de GNU o GFDL (GNU Free Documentation License) es una licencia copyleft para contenido libre, diseñada por la Fundación para el Software Libre (FSF) para el proyecto GNU. El texto completo puede consultarse en los enlaces externos.
Esta licencia, a diferencia de otras, asegura que el material licenciado bajo la misma esté disponible de forma completamente libre, pudiendo ser copiado, redistribuido, modificado e incluso vendido siempre y cuando el material se mantenga bajo los términos de esta misma licencia (GNU GFDL). En caso de venderse en una cantidad superior a 100 ejemplares, deberá distribuirse en un formato que garantice futuras ediciones (debiendo incluir para ello el texto o código fuente original).
Dicha licencia fue diseñada 
principalmente para manuales, libros de texto y otros materiales de referencia e institucionales que acompañaran al software GNU. Sin embargo puede ser usada en cualquier trabajo basado en texto, sin que importe cuál sea su contenido. Por ejemplo, la enciclopedia gratuita en línea Wikipedia utiliza la GFDL (junto con la licencia Creative Commons Atribución Compartir Igual) para la totalidad de su texto.

## Historia
El FDL fue presentada como borrador a finales del mes de septiembre de 1999 para conseguir comentarios. Después de revisiones, se publicó la versión 1.1 en marzo del año 2000, y la versión 1.2 en noviembre de 2002. La versión actual (2008) de la licencia es la 1.3.
El primer borrador de discusión de la Licencia de Documentación Libre GNU versión 2 fue publicado el 26 de septiembre de 2006, con un borrador de la nueva licencia de documentación libre GNU simplificada.
El nuevo borrador de la GNU FDL incluye varias mejoras, como nuevas condiciones elaboradas durante el proceso de la GPLv3 para mejorar la internacionalización, aclaraciones para ayudar a los usuarios en la aplicación de la licencia a audio y vídeo, y requisitos suavizados para usar extractos de un trabajo.
La nueva Licencia de documentación libre simplificada no tiene las exigencias de mantener portadas ni secciones invariantes. Esto proporcionará una opción de licencia más simple para los autores que no desean usar estas características de la GNU FDL.
El 1 de diciembre de 2007, Jimmy Wales anunció que un largo período de discusión y negociación entre la Fundación del Software Libre, Creative Commons, la Fundación Wikimedia y otros han producido una propuesta, apoyada tanto por la FSF como por Creative Commons, para modificar la licencia de documentación libre de tal manera que permita la posibilidad para la Fundación Wikimedia de migrar sus proyectos a CC-BY-SA.

## Partes de un documento
La licencia GFDL distingue entre las secciones que componen el contenido mismo del documento, y otras secciones que tratan sobre el mismo documento.

## Condiciones
Material con la versión actual de la licencia puede ser utilizado para cualquier propósito, siempre que el uso cumpla con ciertas condiciones:
- Todos los autores anteriores de la obra deben ser atribuidos.
- Todos los cambios en el trabajo deben ser registrados.
- Todos los trabajos derivados deben tener estar bajo la misma licencia.
- El texto completo de la licencia, secciones invariantes no modificadas según lo definido por el autor en su caso, y cualquier otra negación de garantía añadida (como los avisos generales de alerta a los lectores; por ejemplo: que el documento puede no ser exacto) y los avisos de derechos de autor de las versiones anteriores deben ser mantenidos.
- Las medidas técnicas tales como DRM (anticopia) no se pueden utilizar para controlar o impedir la distribución o la edición del documento.

### Secciones secundarias
La licencia explícitamente separa cualquier tipo de "documento" de "secciones secundarias", que no puede estar integrado con el documento pero existen como materiales frontal o apéndices. Secciones secundarias pueden contener información con respecto a la relación del editor o autor de la materia, pero no cualquier asunto sujeto al mismo. Mientras que el documento en sí es completamente editable, y está cubierto esencialmente por una licencia equivalente a (pero mutuamente incompatibles con) la licencia pública general de GNU, algunos de los secundarios tienen diversas restricciones diseñadas principalmente para hacer frente a las atribuciones propias de los autores anteriores.
En concreto, los autores de versiones anteriores tienen que ser reconocidos y ciertas "secciones invariantes" especificadas por el autor original y se trata de que su relación con el objeto de la materia no se puede cambiar. Si se modifica el material, el título tiene que ser cambiado (a menos que los autores anteriores dan permiso para retener el título).
La licencia también tiene disposiciones para la manipulación de la cubierta y el texto de la cubierta trasera de los libros, así como para, "dedicatorias" y las secciones de "historial", "agradecimientos", "aprobaciones". Estas características se han añadido en una parte para que la licencia sea más económicamente provechosa para los editores comerciales de la documentación del software, algunos de los cuales fueron consultados durante la redacción de la GFDL. Las secciones de "aprobaciones" están destinadas a ser utilizadas en la norma oficial para documentos, en los que la distribución de versiones modificadas solo debe permitirse si no están etiquetados como una norma más.

### Redistribución comercial
La GFDL requiere que se asegure la "copia y distribución del documento en cualquier medio (óptico, mecánico, acústico o de cualquier otro tipo), sea no-comercial o comercial" y por lo tanto es incompatible con material que excluye un uso comercial. Como se mencionó anteriormente, la GFDL fue diseñada con los editores comerciales en mente, tal como explica Stallman:

La GFDL se entiende como una manera de contar con editores comerciales en la financiación de documentación libre sin renunciar a ninguna libertad fundamental. La función de 'texto de la cubierta', y algunos otros aspectos de la licencia que tienen que ver con las cubiertas, la página del título, la historia y endosos, se incluyen para hacer la licencia apelando a los editores comerciales para libros cuyos autores son pagados.

El material que restringe la reutilización comercial es incompatible con la licencia y no puede ser incorporada en el trabajo. Sin embargo, la incorporación de este tipo de material puede ser restringido bajo la ley de derechos de autor uso justo de Estados Unidos (o trato justo en algunos otros países) y no es necesario tener una licencia para caer dentro de la GFDL si tal uso justo está cubierto por todos los usos posteriores potenciales. Un ejemplo de tal uso justo liberal y comercial es la parodia.

### Compatibilidad con los términos de la licencia Creative Commons
Aunque las dos licencias copyleft trabajan en principios similares, la licencia GFDL no es compatible con la licencia Creative Commons Atribución-Compartir Igual.
Sin embargo, a petición de la Fundación Wikimedia, la versión 1.3 añade una sección limitada en el tiempo para permitir que determinados tipos de sitios web utilicen la GFDL, ofrezcan además, su trabajo bajo la licencia CC BY-SA. Estas excepciones permiten que un proyecto de colaboración basada en la GFDL con varios autores haga la transición a la licencia CC BY-SA 3.0, sin obtener primero el permiso de cada autor, si la obra cumple una serie de condiciones:
- El trabajo debe haber sido producido en un "sitio masivo de colaboración multiautor" (MMC); por ejemplo: un wiki público.
- Si el contenido externo publicado originalmente en una MMC está presente en el sitio, el trabajo debe haber sido licenciado bajo la versión 1.3 de la GNU FDL, o una versión anterior pero con la declaración "o cualquier versión posterior", sin textos de cubierta o secciones invariantes. Si no se publicó originalmente en un MMC, solo se puede relicenciar si se añade a una MMC antes del 1 de noviembre de 2008.

Para evitar que la cláusula sea utilizada como una medida general de compatibilidad, el certificado solo permite que el cambio que se produzca antes del 1 de agosto de 2009. En el lanzamiento de la versión 1.3, la FSF afirmó que todo el contenido añadido antes del 1 de noviembre de 2008, para la Wikipedia como un ejemplo que cumplía los requisitos. La Fundación Wikimedia a sí mismo después de una consulta pública, para invocar a este proceso de doble licencia de contenido publicado bajo la licencia GFDL y bajo la licencia CC BY-SA en el mes de junio de 2009, y adoptó una política de atribución de todo el fundamento para el uso de los contenidos de los proyectos de la Fundación Wikimedia.

## Críticas
Muchas personas y grupos consideran a GFDL como una licencia no libre, debido en parte al uso de texto "invariable" que no puede ser modificado o eliminado y la bien intencionada pero, para algunos, exagerada prohibición en contra de sistemas de gestión digital de derechos (Digital Rights Management), lo cual afecta también algunos usos válidos. Hasta el 16 de marzo de 2006 el proyecto Debian así lo consideraba, pero ya hace distinción explícita sobre la existencia de secciones invariables, que serían las que impedirían la inclusión de estos documentos en la sección main del proyecto.
La GFDL tiene la misma naturaleza viral de la licencia GPL, ya que las versiones modificadas quedan «contagiadas» con la misma licencia.
Ya que la licencia obliga a conservar una serie de textos, estos pueden resultar inconvenientes para ciertos usos. Por ejemplo, al editar un libro bajo la GFDL en papel, si su historial es muy largo, podría obligar a que buena parte de él fuera una lista de contribuciones. También crea incompatibilidades con otras licencias libres, como algunas versiones de las licencias Creative Commons. Los defensores de este tipo de licencia justifican esto por la necesidad de impedir que terceras partes modifiquen el documento, y se apropien de él.
En otro orden de críticas, el proyecto Debian, ha decidido que los documentos distribuidos bajo la Licencia de Documentación Libre de GNU (FDL) se consideran libres de acuerdo a las Directrices de software libre de Debian (DFSG) si no contienen secciones invariantes. Esta decisión suaviza la antigua interpretación de esta situación, que decía que toda la documentación publicada bajo la GNU FDL debía eliminarse del archivo. Ahora, parte de esta documentación puede mantenerse en el archivo.
La Fundación del Software Libre y el proyecto Debian están en conversaciones para solventar éstas y otras objeciones a la licencia en una nueva versión.[cita requerida] Una alternativa para que los documentos GFDL puedan ser incluidos en las distribuciones Debian es que los autores acepten publicar sus documentos con dos licencias, la GPL y la GFDL.